# Grupa zakupowa
Grupa zakupowa (ang. group purchasing organization, GPO) – zrzeszenie podmiotów, które agregują swój popyt lub dokonują zakupu za pośrednictwem jednego przedsiębiorstwa, w celu osiągnięcia efektu skali, silniejszej pozycji w negocjacjach z dostawcami oraz uzyskania lepszych warunków handlowych. Funkcjonowanie grupy zakupowej oparte jest na mechanizmie uzyskiwania lepszych cen, przy większych wolumenach, gdyż wspólne zakupy dają możliwość, wywierania mocniejszego wpływu na dostawców. Pojedyncze małe i średnie przedsiębiorstwa nie posiadają wystarczającej siły, żeby móc stać się bardziej konkurencyjnymi, w stosunku do dużych korporacji, wykorzystujących efekt skali.

## Funkcjonowanie grup zakupowych
Ekonomiczne uzasadnienie funkcjonowania grup zakupowych.
Działanie grup zakupowych jest uzasadnione ekonomicznie, gdy po stronie podaży (sprzedaży) funkcjonuje kilka lub kilkanaście dominujących podmiotów, natomiast po stronie popytu (zakupów) istnieje duże rozdrobnienie. Typowym przykładem jest rynek energii elektrycznej, gazu ziemnego, paliw, transportu kolejowego, usług kurierskich, usług telekomunikacyjnych stacjonarnych i GSM, materiałów biurowych, środków czystości, biletów lotniczych, środków do produkcji, wyrobów farmaceutycznych, materiałów budowlanych.
Przeszkody w tworzeniu grup zakupowych.
1. Ograniczona podaż towarów. W przypadku rynku sprzedającego, czyli takiego na którym uczestnicy walczą między sobą o towar, priorytetem dla przedsiębiorstw jest zapewnienie ciągłości dostaw. Cena jest elementem gry rynkowej, dającej możliwość pozyskania materiałów. Zrzeszanie się przedsiębiorstw w grupy, może zmniejszać szansę skutecznej gry i zakupu dóbr w ilości, które są niezbędne do zapewnienia ciągłości produkcji.
2. Polityka firmy w stosunku do konkurencji. W sytuacji gdy, walka pomiędzy konkurencyjnymi firmami jest bardzo silna, przedsiębiorstwa mogą unikać zrzeszania się w zakresie zakupów materiałów, z firmami które traktują jako swoich oponentów. Ostrożne podejście może dotyczyć surowców i materiałów, które są strategiczne dla procesu produkcji.

Podział grup zakupowych ze względu na rodzaj powiązań podmiotów (uczestników grupy).
1. Zrzeszenie niezależnych podmiotów (np. przedsiębiorstw, jednostek publicznych). Przystąpienie do grupy zakupowej jest suwerenną decyzją każdego z podmiotów, podjętą ze względów ekonomicznych, tj. z uwagi na możliwość pozyskania tańszych materiałów i usług, oszczędności, niższe koszty operacyjne.
2. Zrzeszenie powiązanych podmiotów (np. grupa kapitałowa przedsiębiorstw, podmioty zależne od gminy). Przystąpienie do grupy zakupowej jest wynikiem decyzji podmiotu nadrzędnego, np. podmiotu posiadającego pakiet kontrolny w spółkach zależnych, podjętej ze względów ekonomicznych, tj. z uwagi na możliwość pozyskania tańszych materiałów i usług, oszczędności, niższe koszty operacyjne.

Korzyści z przystąpienia do grup zakupowych.
1. Niższe koszty zakupu materiałów i usług.
2. Niższe koszty operacyjne, związane z funkcjonowaniem działów zakupów Uczestników grupy. Część czynności procesu zakupowego wykonywana jest przez Organizatora grupy zakupowej, czyli niezależny podmiot, wyspecjalizowany w prowadzeniu przetargów lub przez Spółkę dominującą w grupie kapitałowej.
3. Transfer wiedzy na temat rynku, profesjonalnych zakupów pomiędzy organizatorem grup zakupowych a uczestnikami.
4. Usprawnienie procesów zakupowych, poprzez wykorzystanie przez uczestników platformy zakupowej organizatora, czyli z systemu informatycznego dedykowanego do profesjonalnego zarządzania zakupami. Skrócenie czasu trwania procesu zakupowego, zwiększenie transparentności, ułatwienie kontroli, usprawnienie procesu raportowania.

Bariery rozwoju grup zakupowych.
1. Organizacyjne. Brak możliwości szybkiego pozyskiwania informacji zarządczych na temat zakupów np. wydatków historycznych, planów zakupowych, długi czas podejmowania decyzji, wynikający z kultury organizacyjnej danego podmiotu.
2. Psychologiczne. Opór ze strony pracowników, wynikający ze strachu przed zmianami, utratą wpływu na podejmowane decyzje, zmniejszenie zakresu odpowiedzialności, likwidacji stanowiska pracy, redukcji zatrudnienia, utraty pracy.
3. Technologiczne. Brak systemów informatycznych wspierających procesy, umożliwiających szybkie raportowanie, analizę danych, agregowanie wolumenów i przeprowadzanie zakupów wspólnych.

Źródła finansowania grup zakupowych.
Centralizacja zakupów, tworzenie grup zakupowych przez niezależnego operatora jest przedsięwzięciem, wymagającym nakładów finansowych, na obsługę administracyjną, oraz zatrudnienie kupców/ekspertów branżowych w celu profesjonalnego przeprowadzenia zakupów wspólnych. Działalność Grup Zakupowych może być finansowana z następujących źródeł:
1. W przypadku grup kapitałowych – Obciążenie Spółek zależnych kosztami funkcjonowania biura zakupów centralnych lub powołanej w tym celu spółki (Centrum Usług Wspólnych), proporcjonalnie do wartości zakupu lub uzyskanych oszczędności.
2. Opłaty administracyjne płacone grupom zakupowym przez dostawców, którzy nadzorują grupę zakupową lub mają podpisane umowy o współpracę, charakterystyczne dla zakupów klientów indywidualnych, konsumentów (kupony rabatowe sprzedawane przez np. Cititeam – Grupa Allegro Sp. z o.o., Grupon Sp. z o.o., Grupper Sp. z o.o.).
3. Stałe składki członkowskie podmiotów zrzeszonych (np. Podkarpacki Klub Biznesu).
4. Stałe opłaty naliczane miesięcznie, kwartalnie lub rocznie będące procentem wydatków przedsiębiorstwa, uczestnika grupy zakupowej.
5. Prowizja od uzyskanej oszczędności w pierwszym przetargu, przy założeniu że jeżeli uczestnik grupy nie uzyskał oszczędności, brak jest jakichkolwiek opłat (np. GRUPAVB – „VB” Sp. z o.o.).
6. Model mieszany – stała prowizja płatna miesięcznie, kwartalnie lub rocznie, plus prowizja od uzyskanej oszczędności.
7. Stała opłata płacona przez inicjatora zakupu grupowego, wybranemu w drodze przetargu podmiotowi – firmie konsultingowej (np. zrzeszenia gmin, podmiotów zależnych od samorządów).